# Synanon

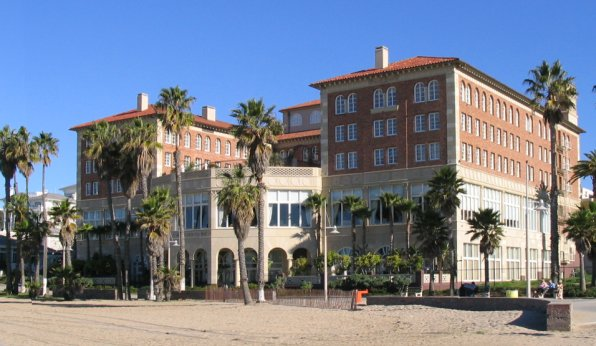
Hotel Casa del Mar is het voormalige hoofdkwartier van Synanon

Synanon werd in 1958 door Charles E. Dederich sr. in Santa Monica (Californië) opgericht als een verslavingszorgprogramma. Aan het begin van de jaren zestig was Synanon een alternatieve woongroepwoongemeenschap geworden, waarbij mensen aangetrokken werden door de nadruk te leggen op een zelf-reflexief leven.
In de jaren zeventig verwerd het programma tot de Church of Synanon. In 1989 hield de kerk op te bestaan, na beschuldigingen van criminele activiteiten, waaronder poging tot moord en belastingfraude.

In Duitsland bestaat nog steeds een afdeling van Synanon.